# El privilegio de amar (álbum)
El privilegio de amar es el título del 11.° álbum de estudio grabado por el intérprete mexicano Manuel Mijares. Fue lanzado al mercado por las empresas discográficas PolyGram y Rodven Records el 22 de septiembre de 1998, siendo el primero de una serie de álbumes que grabaron juntos.  Con este material el cantante regresa a las listas de preferencias mexicanas, ya que coloca varios éxitos en la radio.
Su principal éxito es la canción  "El privilegio de amar", en la cual tiene en el coro a su entonces esposaLucero  y se convierte en el tema de entrada de la telenovela mexicana la cadena Televisa homónima (1998-1999), bajo la producción de Carla Estrada.

## Lista de canciones
| El privilegio de amar |                                      |                                                 |          |  |
| N.º                   | Título                               | Escritor(es)                                    | Duración |  |
| 1.                    | «El privilegio de amar» (con Lucero) | Jorge Avendaño Lührs                            | 3:55     |  |
| 2.                    | «Estrella mía»                       | Manuel Mijares                                  | 3:45     |  |
| 3.                    | «Si ahora te me vas»                 | Massimo Di Cataldo · Alex Zepeda                | 4:07     |  |
| 4.                    | «Yo te amaré»                        | Didier Barbelivien · Mijares · Gilbert Montagné | 3:14     |  |
| 5.                    | «Te extraño»                         | Manuel Mijares                                  | 5:01     |  |
| 6.                    | «Puedes llamar»                      | Alex Zepeda                                     | 4:00     |  |
| 7.                    | «Vamos perdiéndole el miedo»         | Jorge Avendaño Lührs                            | 3:38     |  |
| 8.                    | «Si me miras»                        | James Newton Howard · Manuel Mijares            | 3:59     |  |
| 9.                    | «Me vendes y me recompras»           | Ann Loren · Alex Zepeda                         | 4:17     |  |
| 10.                   | «Por amor»                           | Ignacio Ballesteros                             | 4:19     |  |
| 11.                   | «Si tu te vas»                       | Manuel Mijares                                  | 2:52     |  |
| 12.                   | «La soledad»                         | Jorge Avendaño Lührs                            | 4:37     |  |
| 47:44                 |                                      |                                                 |          |  |

## Sencillos
- El privilegio de amar
- Estrella mía
- Te extraño
- Si ahora te me vas
- Yo te amaré

### Posicionamientos
| #  | Título                  | MEX | Estados Unidos Billboard Lat. | Estados Unidos Lat. Aire. | Estados Unidos Trop. Aire. | ARG | CRI | CHL | COL | PRY | URY | NIC | GTM | VEN | BOL |
| -- | ----------------------- | --- | ----------------------------- | ------------------------- | -------------------------- | --- | --- | --- | --- | --- | --- | --- | --- | --- | --- |
| 1. | "El Privilegio de Amar" | #1  | #6                            | #4                        | #11                        | #1  | #1  | #1  | #1  | #1  | #1  | #1  | #1  | #1  | #1  |
| 2. | "Estrella mia"          | #2  | -                             | -                         | -                          | #3  | #1  | #1  | #2  | #1  | #3  | #1  | #9  | #5  | #1  |